# Одесейше
Одесейше (порт. Odeceixe)  —  район (фрегезия) в Португалии,  входит в округ Фару. Является составной частью муниципалитета  Алжезур. По старому административному делению входил в провинцию Алгарве (регион). Входит в экономико-статистический  субрегион Алгарве, который входит в Алгарве. Население составляет 927 человек на 2001 год. Занимает площадь 42,06 км².
Покровителем района считается Дева Мария (порт. Nossa Senhora das Dores).

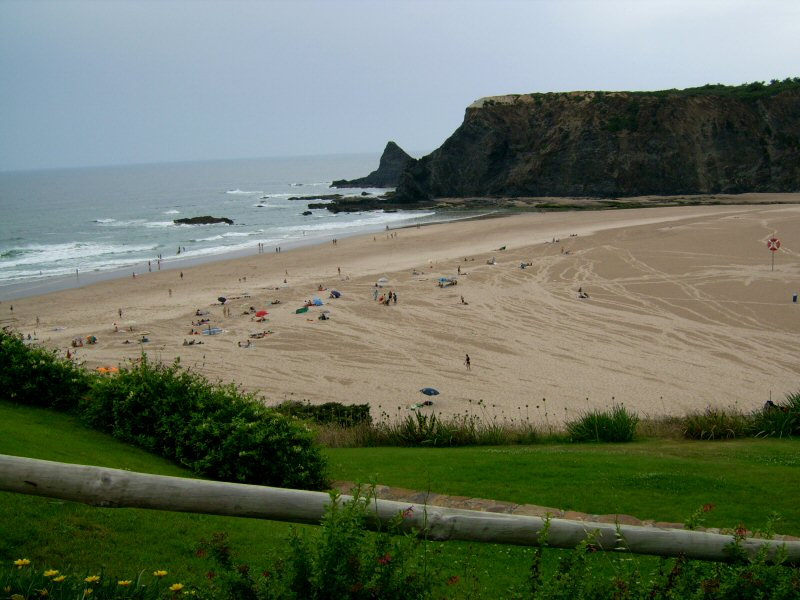
Пляж Одесейше

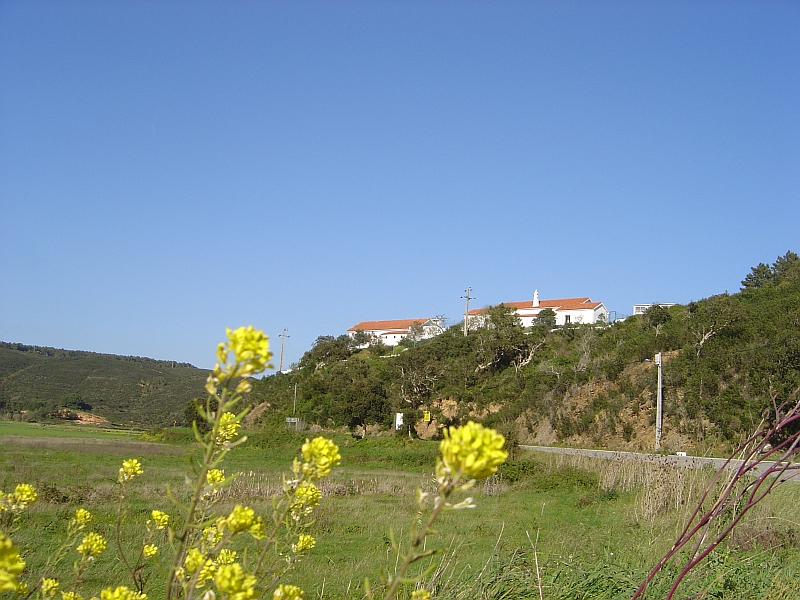
Вид на долину реки Сейше

## Расположение
Посёлок расположен в 14 км севернее административного центра муниципалитета посёлка Алжезур на берегу реки Сейше.